# Stagione 2019-2020 di snooker
La stagione 2019-2020 di snooker è la 51ª edizione di una stagione di snooker. È iniziata il 9 maggio 2019 ed è terminata il 16 agosto 2020.

## Giocatori
I primi 64 giocatori delle classifiche in denaro dopo il Campionato mondiale 2019 e i 29 giocatori che hanno ottenuto una carta di due anni l'anno precedente, si sono automaticamente qualificati per la stagione. Successivamente, otto posti sono stati assegnati ai primi 8 nella classifica di un anno che non si sono qualificati per il Main Tour. Altri tre giocatori provengono dal Challenge Tour, due giocatori dal CBSA China Tour e altri 16 posti erano disponibili attraverso la Q School (quattro vincitori dell'evento 1, dell'evento 2, dell'evento 3 e quattro nell'ordine di merito). I giocatori rimanenti, provengono da eventi amatoriali e nomination di organi di governo nazionali (NGB). Il Main Tour nella stagione 2019-2020 è costituito da 128 giocatori professionisti, tra cui una carta di tour su invito per Jimmy White.
Il 30 aprile 2020, Peter Ebdon annuncia il suo ritiro dallo snooker professionistico, a causa di alcuni fastidi muscolari.
Dopo aver perso al terzo di turno di qualifica per il Campionato mondiale contro Martin O'Donnell, Mike Dunn comunica — sul suo profilo Twitter — il ritiro dallo snooker giocato per dedicarsi a pieno all'attività di coach, dopo 28 stagioni disputate, tra cui 22 consecutive.

### Nuovi giocatori nel Main Tour
| Torneo                                       | Vincitore/i                                              | Note   |
| -------------------------------------------- | -------------------------------------------------------- | ------ |
| EBSA European Snooker Championship           | Kacper Filipiak                                          | [ 4 ]  |
| EBSA European Under-21 Snooker Championships | Jackson Page                                             | [ 5 ]  |
| Oceania Championship                         | Steve Mifsud                                             | [ 6 ]  |
| Pan-American Championship                    | Igor Figueiredo                                          | [ 7 ]  |
| Challenge Tour 2018-2019                     | Brandon Sargeant David Grace Mitchell Mann               | [ 8 ]  |
| Q School 1 2019                              | Xu Si David Lilley Jamie O'Neill Soheil Vahedi           | [ 9 ]  |
| Q School 2 2019                              | Chen Zifan Riley Parsons Louis Heathcote Fraser Patrick  | [ 10 ] |
| Q School 3 2019                              | Barry Pinches Alex Borg Alexander Ursenbacher Andy Hicks | [ 10 ] |
| Ordine di merito della Q School              | Si Jiahui Billy Joe Castle Peter Lines Lei Peifan        | [ 11 ] |

| Migliori 8 giocatori stagionali che inizialmente erano senza punti | Giocatori     |
| ------------------------------------------------------------------ | ------------- |
| Migliori 8 giocatori stagionali che inizialmente erano senza punti | Eden Sharav   |
| Migliori 8 giocatori stagionali che inizialmente erano senza punti | James Cahill  |
| Migliori 8 giocatori stagionali che inizialmente erano senza punti | Ian Burns     |
| Migliori 8 giocatori stagionali che inizialmente erano senza punti | Duane Jones   |
| Migliori 8 giocatori stagionali che inizialmente erano senza punti | Dominic Dale  |
| Migliori 8 giocatori stagionali che inizialmente erano senza punti | Gerard Greene |
| Migliori 8 giocatori stagionali che inizialmente erano senza punti | Rod Lawler    |
| Migliori 8 giocatori stagionali che inizialmente erano senza punti | Nigel Bond    |

| CBSA China Tour        | Giocatori    |
| ---------------------- | ------------ |
| CBSA China Tour        | Chang Bingyu |
| CBSA China Tour        | Bai Langning |
| African Nominations    | Amiri Amine  |
| Invitational Tour Card | Jimmy White  |

| Nazione          | Numero |
| ---------------- | ------ |
| Inghilterra      | 59     |
| Cina             | 23     |
| Galles           | 12     |
| Scozia           | 7      |
| Thailandia       | 4      |
| Irlanda del Nord | 3      |
| Australia        | 2      |
| Hong Kong        | 2      |
| Iran             | 2      |
| Irlanda          | 2      |
| Polonia          | 2      |
| Belgio           | 1      |
| Brasile          | 1      |
| Cipro            | 1      |
| Germania         | 1      |
| Israele          | 1      |
| Malaysia         | 1      |
| Malta            | 1      |
| Marocco          | 1      |
| Norvegia         | 1      |
| Svizzera         | 1      |

## Calendario
Il China Open, che si doveva giocare dal 30 marzo al 5 aprile 2020, viene cancellato a causa della pandemia di COVID-19 originatasi a Wuhan, in Cina. Inoltre vengono posticipati in estate il Tour Championship e il Campionato mondiale.
Il 15 maggio il presidente del World Snooker Tour, Barry Hearn, rende nota l'aggiunta di un nuovo torneo come evento di ripresa agli incontri dopo lo stop per la pandemia; il torneo si è disputato dal 1° all'11 giugno alla Marshall Arena di Milton Keynes, con il nome di Championship League, ed è stato aperto a 64 giocatori, tra cui il vincitore Luca Brecel.
Il 5 giugno viene annunciato che il Tour Championship, sarà anticipato a fine giugno, anziché a fine luglio, e verrà spostato di sede alla Marshall Arena (la stessa della Championship League), lasciando, dunque, la Venue Cymru di Llandudno, in Galles, dopo una sola edizione, comunicando, allo stesso tempo, di volerci ritornare in quella seguente.

### Main Tour
| N° | Date di gioco                       | Torneo                         | N° edizione | Città         | Vincitore                           | Finalista                       | Risultato           | Note                 |
| -- | ----------------------------------- | ------------------------------ | ----------- | ------------- | ----------------------------------- | ------------------------------- | ------------------- | -------------------- |
| 1  | dal 24 al 30 giugno 2019            | World Cup                      | 16ª         | Wuxi          | Scozia John Higgins Stephen Maguire | Cina B Zhou Yuelong Liang Wenbó | 4 - 0               | [ 21 ]               |
| 2  | dal 26 al 28 luglio 2019            | Riga Masters                   | 6ª          | Riga          | Yan Bingtao                         | Mark Joyce                      | 5 - 2               | [ 22 ]               |
| 3  | dal 4 all'11 agosto 2019            | International Championship     | 8ª          | Daqing        | Judd Trump                          | Shaun Murphy                    | 10 - 3              | [ 23 ]               |
| 4  | dal 24 al 25 agosto 2019            | Paul Hunter Classic            | 13ª         | Fürth         | Barry Hawkins                       | Kyren Wilson                    | 4 - 3               | [ 24 ]               |
| 5  | dal 2 al 7 settembre 2019           | Six-Red World Championship     | 11ª         | Bangkok       | Stephen Maguire                     | John Higgins                    | 8 - 6               | [ 25 ]               |
| 6  | dal 9 al 15 settembre 2019          | Shanghai Masters               | 13ª         | Shanghai      | Ronnie O'Sullivan                   | Shaun Murphy                    | 11 - 9              | [ 26 ]               |
| 7  | dal 23 al 29 settembre 2019         | China Championship             | 4ª          | Guangzhou     | Shaun Murphy                        | Mark Williams                   | 10 - 9              | [ 27 ]               |
| 8  | dal 7 ottobre 2019 al 5 marzo 2020  | Championship League - Evento 1 | 13ª         | Leicester     | Scott Donaldson                     | Graeme Dott                     | 3 - 0               | [ 28 ]               |
| 9  | dal 14 al 20 ottobre 2019           | English Open                   | 4ª          | Crawley       | Mark Selby                          | David Gilbert                   | 9 - 1               | [ 29 ]               |
| 10 | dal 22 al 26 ottobre 2019           | Haining Open                   | 6ª          | Haining       | Thepchaiya Un-Nooh                  | Li Hang                         | 5 - 3               | [ 30 ]               |
| 11 | dal 28 ottobre al 3 novembre 2019   | World Open                     | 8ª          | Yushan        | Judd Trump                          | Thepchaiya Un-Nooh              | 10 - 5              | [ 31 ]               |
| 12 | dal 4 al 10 novembre 2019           | Champion of Champions          | 9ª          | Coventry      | Neil Robertson                      | Judd Trump                      | 10 - 9              | [ 32 ]               |
| 13 | dall'11 al 17 novembre 2019         | Northern Ireland Open          | 4ª          | Belfast       | Judd Trump                          | Ronnie O'Sullivan               | 9 - 7               | [ 33 ]               |
| 14 | dal 26 novembre all'8 dicembre 2019 | UK Championship                | 43ª         | York          | Ding Junhui                         | Stephen Maguire                 | 10 - 6              | [ 34 ]               |
| 15 | dal 9 al 15 dicembre 2019           | Scottish Open                  | 11ª         | Glasgow       | Mark Selby                          | Jack Lisowski                   | 9 - 6               | [ 35 ]               |
| 16 | dal 12 al 19 gennaio 2020           | The Masters                    | 46ª         | Londra        | Stuart Bingham                      | Ali Carter                      | 10 - 8              | [ 36 ]               |
| 17 | dal 22 al 26 gennaio 2020           | European Masters               | 4ª          | Dornbirn      | Neil Robertson                      | Zhou Yuelong                    | 9 - 0               | [ 37 ]               |
| 18 | dal 29 gennaio al 2 febbraio 2020   | German Masters                 | 11ª         | Berlino       | Judd Trump                          | Neil Robertson                  | 9 - 6               | [ 38 ]               |
| 19 | dal 3 al 9 febbraio 2020            | World Grand Prix               | 6ª          | Cheltenham    | Neil Robertson                      | Graeme Dott                     | 10 - 8              | [ 39 ]               |
| 20 | dal 10 al 16 febbraio 2020          | Welsh Open                     | 29ª         | Cardiff       | Shaun Murphy                        | Kyren Wilson                    | 9 - 1               | [ 40 ]               |
| 21 | dal 20 al 23 febbraio 2020          | Shoot-Out                      | 11ª         | Watford       | Michael Holt                        | Zhou Yuelong                    | 64-1                | [ 42 ]               |
| 22 | dal 24 febbraio al 1º marzo 2020    | Players Championship           | 4ª          | Southport     | Judd Trump                          | Yan Bingtao                     | 10 - 4              | [ 43 ]               |
| 23 | dall'11 al 15 marzo 2020            | Gibraltar Open                 | 5ª          | Gibilterra    | Judd Trump                          | Kyren Wilson                    | 4 - 3               | [ 44 ]               |
| 24 | dal 1° all'11 giugno 2020           | Championship League - Evento 2 | 14ª         | Milton Keynes | Luca Brecel                         | Ben Woollaston                  | Girone all'italiana | [ 19 ]               |
| 25 | dal 20 al 26 giugno 2020            | Tour Championship              | 2ª          | Milton Keynes | Stephen Maguire                     | Mark Allen                      | 10 - 6              | [ 20 ] [ 46 ] [ 47 ] |
| 26 | dal 31 luglio al 16 agosto 2020     | Campionato mondiale            | 80ª         | Sheffield     | Ronnie O'Sullivan                   | Kyren Wilson                    | 18 - 8              | [ 17 ] [ 48 ] [ 49 ] |

### Pro-am
| N° | Date di gioco            | Torneo      | N° edizione | Città      | Vincitore      | Finalista  | Risultato | Note   |
| -- | ------------------------ | ----------- | ----------- | ---------- | -------------- | ---------- | --------- | ------ |
| 1  | dal 9 al 12 maggio 2019  | Vienna Open | 9ª          | Vienna     | Mark Joyce     | Mark King  | 5 - 4     | [ 50 ] |
| 2  | dal 20 al 23 luglio 2019 | Pink Ribbon | 10ª         | Gloucester | Stuart Bingham | Mark Allen | 4 - 3     | [ 51 ] |

### Challenge Tour
| N° | Date di gioco                           | Torneo                  | N° edizione | Città      | Vincitore      | Finalista       | Risultato | Note                 |
| -- | --------------------------------------- | ----------------------- | ----------- | ---------- | -------------- | --------------- | --------- | -------------------- |
| 1  | dal 31 agosto al 1º settembre 2019      | Challenge Tour 1        | 10ª         | Norimberga | Ka Wai Cheung  | Oliver Brown    | 3 - 1     | [ 52 ]               |
| 2  | dal 21 al 22 settembre 2019             | Challenge Tour 2        | 10ª         | Newbury    | Jake Nicholson | Andrew Pagett   | 3 - 1     | [ 53 ]               |
| 3  | dal 5 al 6 ottobre 2019                 | Challenge Tour 3        | 10ª         | Leeds      | Andrew Pagett  | Robbie McGuigan | 3 - 0     | [ 54 ]               |
| 4  | dal 19 al 20 ottobre 2019               | Challenge Tour 4        | 10ª         | Bruges     | Ashley Hugill  | Aaron Hill      | 3 - 1     | [ 55 ]               |
| 5  | dal 2 novembre 2019 al 28 febbraio 2020 | Challenge Tour 5        | 10ª         | Leicester  | Allan Taylor   | Michael Collumb | 3 - 1     | [ 56 ] [ 57 ] [ 58 ] |
| 6  | dal 16 al 17 novembre 2019              | Challenge Tour 6        | 10ª         | Budapest   | Oliver Brown   | Ashley Hugill   | 3 - 1     | [ 59 ]               |
| 7  | dal 14 al 15 dicembre 2019              | Challenge Tour 7        | 10ª         | Neerpelt   | Dean Young     | Andrew Pagett   | 3 - 1     | [ 60 ]               |
| 8  | dal 18 al 19 gennaio 2020               | Challenge Tour 8        | 10ª         | Tamworth   | Lukas Kleckers | Tyler Rees      | 3 - 1     | [ 61 ]               |
| 9  | dal 15 al 16 febbraio 2020              | Challenge Tour 9        | 10ª         | Llanelli   | Ashley Hugill  | Sydney Wilson   | 3 - 1     | [ 62 ]               |
| 10 | dal 1° al 2 marzo 2020                  | Challenge Tour 10       | 10ª         | Leicester  | Adam Duffy     | Kuldesh Johal   | 3 - 1     | [ 63 ]               |
| 11 | 20 luglio 2020                          | Challenge Tour Play-off | 10ª         | Sheffield  | Allan Taylor   | Adam Duffy      | 4 - 0     | [ 64 ] [ 65 ] [ 66 ] |

### World Seniors Tour
| N° | Date di gioco             | Torneo                     | N° edizione | Città              | Vincitore     | Finalista     | Risultato | Note   |
| -- | ------------------------- | -------------------------- | ----------- | ------------------ | ------------- | ------------- | --------- | ------ |
| 1  | dal 14 al 18 agosto 2019  | World Seniors Championship | 10ª         | Sheffield          | Jimmy White   | Darren Morgan | 5 - 3     | [ 67 ] |
| 2  | dal 24 al 25 ottobre 2019 | UK Seniors Championship    | 3ª          | Kingston upon Hull | Michael Judge | Jimmy White   | 4 - 2     | [ 68 ] |

Legenda:
      Titolo Ranking
      Titolo Non-Ranking
      Evento a squadre
      Pro-am
      Challenge Tour
      World Seniors Tour

## Ranking
Il Ranking della stagione 2019-2020 è formato da 10 revisioni per ogni torneo valevole per la classifica.

### Revisioni
| N° | Revisione dopo il seguente torneo | Data revisione    | Punti sottratti                                                                               |
| -- | --------------------------------- | ----------------- | --------------------------------------------------------------------------------------------- |
| 1  | Riga Masters 2019                 | 29 luglio 2019    | Riga Masters 2017                                                                             |
| 2  | International Championship 2019   | 12 agosto 2019    | China Championship 2017                                                                       |
| 3  | China Championship 2019           | 30 settembre 2019 | Paul Hunter Classic 2017 Indian Open 2017 World Open 2017                                     |
| 4  | World Open 2019                   | 4 novembre 2019   | European Masters 2017 English Open 2017 International Championship 2017 Shanghai Masters 2017 |
| 5  | Northern Ireland Open 2019        | 18 novembre 2019  | Northern Ireland Open 2017                                                                    |
| 6  | UK Championship 2019              | 9 dicembre 2019   | UK Championship 2017                                                                          |
| 7  | German Masters 2020               | 3 febbraio 2020   | Scottish Open 2017 German Masters 2018                                                        |
| 8  | Players Championship 2020         | 2 marzo 2020      | World Grand Prix 2018 Welsh Open 2018 Shoot-Out 2018 Players Championship 2018                |
| 9  | Tour Championship 2020            | 27 giugno 2020    | Gibraltar Open 2018 China Open 2018                                                           |
| 10 | Campionato mondiale 2020          | 17 agosto 2020    | Campionato mondiale 2018                                                                      |

### Classifica ad inizio stagione
| N°  | Giocatore             | Punti   |
| --- | --------------------- | ------- |
| 1   | Ronnie O'Sullivan     | 1196500 |
| 2   | Judd Trump            | 1166500 |
| 3   | Mark Williams         | 1028000 |
| 4   | Neil Robertson        | 842500  |
| 5   | John Higgins          | 795500  |
| 6   | Mark Selby            | 752225  |
| 7   | Mark Allen            | 677000  |
| 8   | Kyren Wilson          | 561225  |
| 9   | Barry Hawkins         | 409500  |
| 10  | Ding Junhui           | 403500  |
| 11  | Jack Lisowski         | 398600  |
| 12  | David Gilbert         | 394000  |
| 13  | Stuart Bingham        | 390500  |
| 14  | Shaun Murphy          | 375000  |
| 15  | Luca Brecel           | 350600  |
| 16  | Stephen Maguire       | 346000  |
| 17  | Ali Carter            | 308000  |
| 18  | Ryan Day              | 295000  |
| 19  | Joe Perry             | 282000  |
| 20  | Gary Wilson           | 242600  |
| 21  | Yan Bingtao           | 236000  |
| 22  | Graeme Dott           | 228500  |
| 23  | Anthony McGill        | 223000  |
| 24  | Jimmy Robertson       | 222725  |
| 25  | Xiao Guodong          | 203100  |
| 26  | Lyu Haotian           | 190500  |
| 27  | Tom Ford              | 186225  |
| 28  | Mark King             | 178725  |
| 29  | Li Hang               | 176000  |
| 30  | Ricky Walden          | 173600  |
| 31  | Zhou Yuelong          | 169500  |
| 32  | Martin Gould          | 169000  |
| 33  | Mark Davis            | 163725  |
| 34  | Matthew Selt          | 163100  |
| 35  | Scott Donaldson       | 161500  |
| 36  | Robert Milkins        | 159600  |
| 37  | Thepchaiya Un-Nooh    | 157725  |
| 38  | Noppon Saengkham      | 156600  |
| 39  | Ben Woollaston        | 155600  |
| 40  | Hossein Vafaei        | 151500  |
| 41  | Liang Wenbó           | 148500  |
| 42  | Martin O'Donnell      | 146100  |
| 43  | Matthew Stevens       | 139000  |
| 44  | Michael Holt          | 136000  |
| 45  | Michael White         | 131500  |
| 46  | Michael Georgiou      | 130600  |
| 47  | Peter Ebdon           | 129000  |
| 48  | Chris Wakelin         | 125950  |
| 49  | Kurt Maflin           | 124700  |
| 50  | Stuart Carrington     | 120500  |
| 51  | Alan McManus          | 120500  |
| 52  | Sunny Akani           | 115500  |
| 53  | Yuan Sijun            | 113000  |
| 54  | Mark Joyce            | 111000  |
| 55  | Marco Fu              | 110500  |
| 56  | Ken Doherty           | 106500  |
| 57  | Andrew Higginson      | 100600  |
| 58  | Daniel Wells          | 100500  |
| 59  | Zhao Xintong          | 110500  |
| 60  | Robbie Williams       | 99600   |
| 61  | Liam Highfield        | 94600   |
| 62  | Anthony Hamilton      | 93500   |
| 63  | Fergal O'Brien        | 89200   |
| 64  | Mike Dunn             | 86500   |
| 65  | Lu Ning               | 77500   |
| 66  | Sam Craigie           | 63000   |
| 67  | Tian Pengfei          | 61000   |
| 68  | Joe O'Connor          | 60000   |
| 69  | Mei Xiwen             | 54000   |
| 70  | Luo Honghao           | 51500   |
| 71  | Sam Baird             | 40000   |
| 72  | Craig Steadman        | 38500   |
| 73  | John Astley           | 37000   |
| 74  | Zhang Anda            | 35000   |
| 75  | Jak Jones             | 32000   |
| 76  | Elliot Slessor        | 31000   |
| 77  | Alfie Burden          | 29000   |
| 78  | Oliver Lines          | 26000   |
| 79  | Jordan Brown          | 21500   |
| 80  | Lee Walker            | 21000   |
| 81  | Ashley Carty          | 18000   |
| 82  | James Wattana         | 17500   |
| 83  | Thor Chuan Leong      | 16500   |
| 84  | Jamie Clarke          | 15500   |
| 85  | Zhang Jiankang        | 13600   |
| 86  | Chen Feilong          | 10500   |
| 87  | Harvey Chandler       | 9725    |
| 88  | Kishan Hirani         | 8600    |
| 89  | Hammad Miah           | 7725    |
| 90  | Adam Stefanow         | 7500    |
| 91  | Andy Lee              | 6500    |
| 92  | Fan Zhengyi           | 5500    |
| 93  | Simon Lichtenberg     | 4600    |
| 94  | Nigel Bond            | 0       |
| 95  | Ian Burns             | 0       |
| 96  | David Grace           | 0       |
| 97  | Dominic Dale          | 0       |
| 98  | Alexander Ursenbacher | 0       |
| 99  | Louis Heathcote       | 0       |
| 100 | Mitchell Mann         | 0       |
| 101 | Jackson Page          | 0       |
| 102 | Si Jiahui             | 0       |
| 103 | Chang Bingyu          | 0       |
| 104 | Gerard Greene         | 0       |
| 105 | Chen Zifan            | 0       |
| 106 | Soheil Vahedi         | 0       |
| 107 | Eden Sharav           | 0       |
| 108 | James Cahill          | 0       |
| 109 | Igor Figueiredo       | 0       |
| 110 | Kacper Filipiak       | 0       |
| 111 | Xu Si                 | 0       |
| 112 | Billy Joe Castle      | 0       |
| 113 | Rod Lawler            | 0       |
| 114 | Barry Pinches         | 0       |
| 115 | David Lilley          | 0       |
| 116 | Brandon Sargeant      | 0       |
| 117 | Bai Langning          | 0       |
| 118 | Jamie O'Neill         | 0       |
| 119 | Duane Jones           | 0       |
| 120 | Lei Peifan            | 0       |
| 121 | Peter Lines           | 0       |
| 122 | Fraser Patrick        | 0       |
| 123 | Jimmy White           | 0       |
| 124 | Andy Hicks            | 0       |
| 125 | Riley Parsons         | 0       |
| 126 | Alex Borg             | 0       |
| 127 | Steve Mifsud          | 0       |
| 128 | Amine Amiri           | 0       |

### Classifica a fine stagione
| N°  | Giocatore             | Punti   |
| --- | --------------------- | ------- |
| 1   | Judd Trump            | 1648500 |
| 2   | Ronnie O'Sullivan     | 1101000 |
| 3   | Neil Robertson        | 965000  |
| 4   | Mark Selby            | 722000  |
| 5   | Mark Allen            | 659500  |
| 6   | Kyren Wilson          | 621500  |
| 7   | John Higgins          | 534500  |
| 8   | Shaun Murphy          | 481000  |
| 9   | Stephen Maguire       | 478500  |
| 10  | Mark Williams         | 447750  |
| 11  | David Gilbert         | 401000  |
| 12  | Ding Junhui           | 399750  |
| 13  | Stuart Bingham        | 385500  |
| 14  | Jack Lisowski         | 333250  |
| 15  | Yan Bingtao           | 328500  |
| 16  | Joe Perry             | 276500  |
| 17  | Barry Hawkins         | 258250  |
| 18  | Gary Wilson           | 258100  |
| 19  | Ali Carter            | 256000  |
| 20  | Thepchaiya Un-Nooh    | 248225  |
| 21  | Graeme Dott           | 220250  |
| 22  | Anthony McGill        | 215000  |
| 23  | Scott Donaldson       | 206250  |
| 24  | Tom Ford              | 198750  |
| 25  | Zhou Yuelong          | 193250  |
| 26  | Matthew Selt          | 186350  |
| 27  | Kurt Maflin           | 181100  |
| 28  | Jimmy Robertson       | 179225  |
| 29  | Zhao Xintong          | 177250  |
| 30  | Michael Holt          | 174500  |
| 31  | Xiao Guodong          | 161600  |
| 32  | Noppon Saengkham      | 161500  |
| 33  | Matthew Stevens       | 160750  |
| 34  | Martin O'Donnell      | 159250  |
| 35  | Liang Wenbó           | 158500  |
| 36  | Mark King             | 148500  |
| 37  | Ryan Day              | 147750  |
| 38  | Luca Brecel           | 147500  |
| 39  | Mark Davis            | 142725  |
| 40  | Anthony Hamilton      | 137750  |
| 41  | Hossein Vafaei        | 137500  |
| 42  | Ben Woollaston        | 136850  |
| 43  | Lyu Haotian           | 134750  |
| 44  | Li Hang               | 132500  |
| 45  | Yuan Sijun            | 129500  |
| 46  | Ricky Walden          | 128750  |
| 47  | Stuart Carrington     | 128750  |
| 48  | Robert Milkins        | 115100  |
| 49  | Marco Fu              | 111250  |
| 50  | Daniel Wells          | 110250  |
| 51  | Sunny Akani           | 109000  |
| 52  | Martin Gould          | 107250  |
| 53  | Tian Pengfei          | 105750  |
| 54  | Alan McManus          | 105250  |
| 55  | Mei Xiwen             | 97500   |
| 56  | Lu Ning               | 96750   |
| 57  | Chris Wakelin         | 96475   |
| 58  | Sam Craigie           | 95500   |
| 59  | Andrew Higginson      | 92750   |
| 60  | Elliot Slessor        | 92000   |
| 61  | Luo Honghao           | 87000   |
| 62  | Joe O'Connor          | 86750   |
| 63  | Liam Highfield        | 85000   |
| 64  | Mark Joyce            | 84750   |
| 65  | Robbie Williams       | 84500   |
| 66  | Fergal O'Brien        | 83100   |
| 67  | Jak Jones             | 82750   |
| 68  | Ken Doherty           | 76250   |
| 69  | Jordan Brown          | 73000   |
| 70  | Michael Georgiou      | 72600   |
| 71  | Michael White         | 71750   |
| 72  | Zhang Anda            | 62750   |
| 73  | Sam Baird             | 62750   |
| 74  | Alfie Burden          | 62000   |
| 75  | Craig Steadman        | 55500   |
| 76  | Jamie Clarke          | 53500   |
| 77  | Ashley Carty          | 49750   |
| 78  | Ian Burns             | 49000   |
| 79  | Alexander Ursenbacher | 47250   |
| 80  | John Astley           | 46000   |
| 81  | Mike Dunn             | 45750   |
| 82  | Louis Heathcote       | 40250   |
| 83  | Nigel Bond            | 39750   |
| 84  | David Grace           | 38250   |
| 85  | Lee Walker            | 38000   |
| 86  | Dominic Dale          | 37750   |
| 87  | Oliver Lines          | 34000   |
| 88  | Gerard Greene         | 31500   |
| 89  | Eden Sharav           | 30000   |
| 90  | Harvey Chandler       | 29475   |
| 91  | Jackson Page          | 28000   |
| 92  | Mitchell Mann         | 26500   |
| 93  | Barry Pinches         | 25000   |
| 94  | Chen Feilong          | 25000   |
| 95  | James Wattana         | 24500   |
| 96  | Fan Zhengyi           | 24000   |
| 97  | Hammad Miah           | 23475   |
| 98  | Thor Chuan Leong      | 22000   |
| 99  | Zhang Jiankang        | 21100   |
| 100 | Kishan Hirani         | 20350   |
| 101 | Kacper Filipiak       | 19000   |
| 102 | Si Jiahui             | 17500   |
| 103 | Chang Bingyu          | 17250   |
| 104 | Andy Lee              | 16500   |
| 105 | Chen Zifan            | 16000   |
| 106 | Soheil Vahedi         | 15500   |
| 107 | Igor Figueiredo       | 14500   |
| 108 | James Cahill          | 14500   |
| 109 | Jimmy White           | 13000   |
| 110 | Xu Si                 | 13000   |
| 111 | Simon Lichtenberg     | 12600   |
| 112 | Adam Stefanow         | 12500   |
| 113 | Billy Joe Castle      | 12000   |
| 114 | Jamie O'Neill         | 12000   |
| 115 | Duane Jones           | 11750   |
| 116 | Rod Lawler            | 10000   |
| 117 | Peter Lines           | 10000   |
| 118 | David Lilley          | 9500    |
| 119 | Brandon Sargeant      | 9000    |
| 120 | Fraser Patrick        | 8500    |
| 121 | Bai Langning          | 8000    |
| 122 | Andy Hicks            | 8000    |
| 123 | Amiri Amine           | 7000    |
| 124 | Lei Peifan            | 6000    |
| 125 | Alex Borg             | 5000    |
| 126 | Riley Parsons         | 0       |
| 127 | Steve Mifsud          | 0       |
| -   | Peter Ebdon           | 104750  |

#### Giocatori primi in classifica (2)
| N° | Giocatore         | Tornei da N°1              | Risultati in questi tornei | Volta da N°1 in carriera |
| -- | ----------------- | -------------------------- | -------------------------- | ------------------------ |
| 1  | Ronnie O'Sullivan | Riga Masters               | Non disputato              | 4ª                       |
| 1  | Ronnie O'Sullivan | International Championship | Non disputato              | 4ª                       |
| 2  | Judd Trump        | China Championship         | Ottavi di finale           | 3ª                       |
| 2  | Judd Trump        | English Open               | Sedicesimi di finale       | 3ª                       |
| 2  | Judd Trump        | World Open                 | Vittoria                   | 3ª                       |
| 2  | Judd Trump        | Northern Ireland Open      | Vittoria                   | 3ª                       |
| 2  | Judd Trump        | UK Championship            | Sedicesimi di finale       | 3ª                       |
| 2  | Judd Trump        | Scottish Open              | Quarti di finale           | 3ª                       |
| 2  | Judd Trump        | European Masters           | Non qualificato            | 3ª                       |
| 2  | Judd Trump        | German Masters             | Vittoria                   | 3ª                       |
| 2  | Judd Trump        | World Grand Prix           | Ottavi di finale           | 3ª                       |
| 2  | Judd Trump        | Welsh Open                 | Quarti di finale           | 3ª                       |
| 2  | Judd Trump        | Shoot-Out                  | Non disputato              | 3ª                       |
| 2  | Judd Trump        | Players Championship       | Vittoria                   | 3ª                       |
| 2  | Judd Trump        | Gibraltar Open             | Vittoria                   | 3ª                       |
| 2  | Judd Trump        | Tour Championship          | Semifinale                 | 3ª                       |
| 2  | Judd Trump        | Campionato mondiale        | Quarti di finale           | 3ª                       |

### Statistiche
Statistiche aggiornate al 16 agosto 2020.

## Finalisti

### Main Tour
| N° | Giocatore          | Vittorie | Finali perse | Totale | Ranking iniziale | Ranking finale |
| -- | ------------------ | -------- | ------------ | ------ | ---------------- | -------------- |
| 1  | Judd Trump         | 6        | 1            | 7      | 2                |                |
| 2  | Stephen Maguire    | 3        | 1            | 4      | 16               |                |
| 3  | Shaun Murphy       | 2        | 2            | 4      | 14               |                |
| 4  | Neil Robertson     | 2        | 1            | 3      | 4                |                |
| 5  | Ronnie O'Sullivan  | 2        | 1            | 3      | 1                |                |
| 6  | Zhou Yuelong       | 0        | 3            | 3      | 31               |                |
| 7  | Kyren Wilson       | 0        | 3            | 3      | 8                |                |
| 8  | Mark Selby         | 2        | 0            | 2      | 6                |                |
| 9  | John Higgins       | 1        | 1            | 2      | 5                |                |
| 10 | Thepchaiya Un-Nooh | 1        | 1            | 2      | 37               |                |
| 11 | Yan Bingtao        | 1        | 1            | 2      | 21               |                |
| 12 | Graeme Dott        | 0        | 2            | 2      | 22               |                |
| 13 | Barry Hawkins      | 1        | 0            | 1      | 9                |                |
| 14 | Ding Junhui        | 1        | 0            | 1      | 10               |                |
| 15 | Stuart Bingham     | 1        | 0            | 1      | 13               |                |
| 16 | Michael Holt       | 1        | 0            | 1      | 44               |                |
| 17 | Scott Donaldson    | 1        | 0            | 1      | 35               |                |
| 18 | Luca Brecel        | 1        | 0            | 1      | 15               |                |
| 19 | Liang Wenbó        | 0        | 1            | 1      | 41               |                |
| 20 | Mark Joyce         | 0        | 1            | 1      | 54               |                |
| 21 | Mark Williams      | 0        | 1            | 1      | 3                |                |
| 22 | David Gilbert      | 0        | 1            | 1      | 12               |                |
| 23 | Li Hang            | 0        | 1            | 1      | 29               |                |
| 24 | Jack Lisowski      | 0        | 1            | 1      | 11               |                |
| 25 | Ali Carter         | 0        | 1            | 1      | 17               |                |
| 26 | Ben Woollaston     | 0        | 1            | 1      | 39               |                |

#### Titoli Ranking
| N° | Giocatore         | Titoli Ranking vinti |
| -- | ----------------- | --- |
| 1  | Judd Trump        | 6 (International Championship, World Open, Northern Ireland Open, German Masters, Players Championship, Gibraltar Open) |
| 2  | Shaun Murphy      | 2 (China Championship, Welsh Open)                                                                                      |
| 2  | Mark Selby        | 2 (English Open, Scottish Open)                                                                                         |
| 2  | Neil Robertson    | 2 (European Masters, World Grand Prix)                                                                                  |
| 3  | Yan Bingtao       | 1 (Riga Masters) |
| 3  | Ding Junhui       | 1 (UK Championship) |
| 3  | Michael Holt      | 1 (Shoot-Out) |
| 3  | Stephen Maguire   | 1 (Tour Championship)                                                                                                   |
| 3  | Ronnie O'Sullivan | 1 (Campionato mondiale)                                                                                                 |

#### Titoli Non-Ranking
| N° | Giocatore          | Titoli Non-Ranking vinti           |
| -- | ------------------ | ---------------------------------- |
| 1  | Barry Hawkins      | 1 (Paul Hunter Classic)            |
| 1  | Stephen Maguire    | 1 (Six-Red World Championship)     |
| 1  | Ronnie O'Sullivan  | 1 (Shanghai Masters)               |
| 1  | Scott Donaldson    | 1 (Championship League - Evento 1) |
| 1  | Thepchaiya Un-Nooh | 1 (Haining Open)                   |
| 1  | Neil Robertson     | 1 (Champion of Champions)          |
| 1  | Stuart Bingham     | 1 (The Masters)                    |
| 1  | Luca Brecel        | 1 (Championship League - Evento 2) |

### Pro-am
| N° | Giocatore      | Vittorie | Finali perse | Totale |
| -- | -------------- | -------- | ------------ | ------ |
| 1  | Mark Joyce     | 1        | 0            | 1      |
| 2  | Stuart Bingham | 1        | 0            | 1      |
| 3  | Mark King      | 0        | 1            | 1      |
| 4  | Mark Allen     | 0        | 1            | 1      |

| N° | Giocatore      | Tornei Pro-am vinti |
| -- | -------------- | ------------------- |
| 1  | Mark Joyce     | 1 (Vienna Open)     |
| 1  | Stuart Bingham | 1 (Pink Ribbon)     |

### Challenge Tour
| N° | Giocatore       | Vittorie | Finali perse | Totale |
| -- | --------------- | -------- | ------------ | ------ |
| 1  | Ashley Hugill   | 2        | 1            | 3      |
| 2  | Andrew Pagett   | 1        | 2            | 3      |
| 3  | Allan Taylor    | 2        | 0            | 2      |
| 4  | Oliver Brown    | 1        | 1            | 2      |
| 5  | Adam Duffy      | 1        | 1            | 2      |
| 6  | Ka Wai Cheung   | 1        | 0            | 1      |
| 7  | Jake Nicholson  | 1        | 0            | 1      |
| 8  | Dean Young      | 1        | 0            | 1      |
| 9  | Lukas Kleckers  | 1        | 0            | 1      |
| 10 | Robbie McGuigan | 0        | 1            | 1      |
| 11 | Aaron Hill      | 0        | 1            | 1      |
| 12 | Tyler Rees      | 0        | 1            | 1      |
| 13 | Sydney Wilson   | 0        | 1            | 1      |
| 14 | Michael Collumb | 0        | 1            | 1      |
| 15 | Kuldesh Johal   | 0        | 1            | 1      |

| N° | Giocatore      | Eventi Challenge Tour vinti   |
| -- | -------------- | ----------------------------- |
| 1  | Ashley Hugill  | 2 (Evento 4, Evento 9)        |
| 1  | Allan Taylor   | 2 (Evento 5, Evento Play-off) |
| 3  | Ka Wai Cheung  | 1 (Evento 1)                  |
| 3  | Jake Nicholson | 1 (Evento 2)                  |
| 3  | Andrew Pagett  | 1 (Evento 3)                  |
| 3  | Oliver Brown   | 1 (Evento 6)                  |
| 3  | Dean Young     | 1 (Evento 7)                  |
| 3  | Lukas Kleckers | 1 (Evento 8)                  |
| 3  | Adam Duffy     | 1 (Evento 10)                 |

### World Seniors Tour
| N° | Giocatore     | Vittorie | Finali perse | Totale |
| -- | ------------- | -------- | ------------ | ------ |
| 1  | Jimmy White   | 1        | 1            | 2      |
| 2  | Michael Judge | 1        | 0            | 1      |
| 3  | Darren Morgan | 0        | 1            | 1      |

| N° | Giocatore     | Tornei del World Seniors Tour vinti |
| -- | ------------- | ----------------------------------- |
| 1  | Jimmy White   | 1 (World Seniors Championship)      |
| 1  | Michael Judge | 1 (UK Seniors Championship)         |

## Finalisti per nazione

### Main Tour
| N° | Nazione     | Vittorie | Finali perse | Totale |
| -- | ----------- | -------- | ------------ | ------ |
| 1  | Inghilterra | 15       | 12           | 27     |
| 2  | Scozia      | 5        | 4            | 9      |
| 3  | Cina        | 2        | 6            | 8      |
| 4  | Australia   | 2        | 1            | 3      |
| 5  | Thailandia  | 1        | 1            | 2      |
| 6  | Belgio      | 1        | 0            | 1      |
| 7  | Galles      | 0        | 1            | 1      |

### Pro-am
| N° | Nazione          | Vittorie | Finali perse | Totale |
| -- | ---------------- | -------- | ------------ | ------ |
| 1  | Inghilterra      | 2        | 1            | 3      |
| 2  | Irlanda del Nord | 0        | 1            | 1      |

### Challenge Tour
| N° | Nazione          | Vittorie | Finali perse | Totale |
| -- | ---------------- | -------- | ------------ | ------ |
| 1  | Inghilterra      | 7        | 5            | 12     |
| 2  | Galles           | 1        | 3            | 4      |
| 3  | Scozia           | 1        | 1            | 2      |
| 4  | Irlanda del Nord | 0        | 1            | 1      |
| 5  | Hong Kong        | 1        | 0            | 1      |
| 6  | Germania         | 1        | 0            | 1      |
| 7  | Irlanda          | 0        | 1            | 1      |

### World Seniors Tour
| N° | Nazione     | Vittorie | Finali perse | Totale |
| -- | ----------- | -------- | ------------ | ------ |
| 1  | Inghilterra | 1        | 1            | 2      |
| 2  | Irlanda     | 1        | 0            | 1      |
| 3  | Galles      | 0        | 1            | 1      |

## Century Breaks[74]

### Main Tour
| Giocatore             | Century Breaks | Miglior Break                                                           |
| --------------------- | -------------- | ----------------------------------------------------------------------- |
| Judd Trump            | 102            | 145 (Championship League - Evento 1)                                    |
| Neil Robertson        | 73             | 142 (World Grand Prix)                                                  |
| Ronnie O'Sullivan     | 52             | 142 (Welsh Open)                                                        |
| Mark Selby            | 49             | 138 (Welsh Open) - (Gibraltar Open)                                     |
| Kyren Wilson          | 46             | 147 (Welsh Open)                                                        |
| Mark Allen            | 44             | 145 (China Championship)                                                |
| David Gilbert         | 41             | 144 (The Masters)                                                       |
| Gary Wilson           | 41             | 141 (English Open)                                                      |
| Shaun Murphy          | 39             | 141 (China Championship) Qualificazioni                                 |
| Stuart Bingham        | 35             | 147 (Northern Ireland Open)                                             |
| Yan Bingtao           | 33             | 137 (European Masters) Qualificazioni                                   |
| Barry Hawkins         | 32             | 147 (UK Championship)                                                   |
| Stephen Maguire       | 32             | 139 (Tour Championship)                                                 |
| Ding Junhui           | 32             | 135 (The Masters)                                                       |
| John Higgins          | 30             | 147 (Campionato mondiale)                                               |
| Luca Brecel           | 29             | 138 (Championship League - Evento 2)                                    |
| Tom Ford              | 26             | 147 (International Championship) Qualificazioni - (English Open)        |
| Liang Wenbó           | 24             | 141 (Campionato mondiale) Qualificazioni                                |
| Xiao Guodong          | 24             | 134 (Championship League - Evento 1)                                    |
| Jack Lisowski         | 22             | 145 (Riga Masters) - (World Open) Qualificazioni                        |
| Joe Perry             | 22             | 139 (Scottish Open)                                                     |
| Ryan Day              | 22             | 137 (Gibraltar Open)                                                    |
| Mark Williams         | 20             | 143 (China Championship)                                                |
| Kurt Maflin           | 19             | 131 (German Masters) Qualificazioni                                     |
| Graeme Dott           | 18             | 143 (Riga Masters)                                                      |
| Ricky Walden          | 18             | 132 (German Masters) Qualificazioni                                     |
| Ali Carter            | 17             | 141 (World Open)                                                        |
| Thepchaiya Un-Nooh    | 16             | 146 (European Masters)                                                  |
| Zhou Yuelong          | 16             | 134 (World Open)                                                        |
| Zhao Xintong          | 15             | 143 (China Championship) Qualificazioni                                 |
| Scott Donaldson       | 15             | 137 (International Championship)                                        |
| Anthony McGill        | 15             | 137 (Championship League - Evento 1)                                    |
| Jimmy Robertson       | 15             | 135 (World Open) Qualificazioni                                         |
| Matthew Stevens       | 14             | 139 (Welsh Open)                                                        |
| Michael Holt          | 14             | 130 (European Masters)                                                  |
| Noppon Saengkham      | 13             | 140 (China Championship)                                                |
| Li Hang               | 13             | 137 (UK Championship)                                                   |
| Liam Highfield        | 12             | 137 (Riga Masters)                                                      |
| Elliot Slessor        | 12             | 130 (German Masters) - (Campionato mondiale) Qualificazioni             |
| Lyu Haotian           | 11             | 141 (Welsh Open)                                                        |
| Yuan Sijun            | 11             | 136 (Riga Masters) Qualificazioni                                       |
| Anthony Hamilton      | 11             | 131 (UK Championship) - (Campionato mondiale) Qualificazioni            |
| Hossein Vafaei        | 10             | 141 (German Masters) Qualificazioni                                     |
| Luo Honghao           | 10             | 139 (International Championship) Qualificazioni                         |
| Tian Pengfei          | 10             | 137 (Gibraltar Open)                                                    |
| Mark Joyce            | 10             | 126 (Riga Masters)                                                      |
| Robert Milkins        | 9              | 140 (German Masters) Qualificazioni                                     |
| Fergal O'Brien        | 9              | 139 (Gibraltar Open)                                                    |
| Sam Craigie           | 9              | 139 (Gibraltar Open)                                                    |
| Robbie Williams       | 9              | 130 (World Open) Qualificazioni                                         |
| Jak Jones             | 9              | 127 (European Masters) Qualificazioni                                   |
| Michael Georgiou      | 8              | 142 (European Masters) Qualificazioni - (German Masters) Qualificazioni |
| Chris Wakelin         | 8              | 134 (China Championship) Qualificazioni - (Scottish Open)               |
| Marco Fu              | 8              | 133 (China Championship)                                                |
| Martin Gould          | 8              | 129 (Campionato mondiale)                                               |
| Ben Woollaston        | 7              | 141 (Championship League - Evento 2)                                    |
| Chang Bingyu          | 7              | 134 (European Masters) Qualificazioni                                   |
| Mark Davis            | 7              | 133 (UK Championship)                                                   |
| Michael White         | 7              | 120 (Campionato mondiale) Qualificazioni                                |
| Dominic Dale          | 6              | 142 (English Open)                                                      |
| Sam Baird             | 6              | 138 (China Championship) Qualificazioni                                 |
| Matthew Selt          | 6              | 137 (Championship League - Evento 2)                                    |
| Mitchell Mann         | 6              | 136 (Gibraltar Open)                                                    |
| Daniel Wells          | 6              | 134 (UK Championship)                                                   |
| Chen Feilong          | 6              | 126 (Welsh Open)                                                        |
| Ashley Carty          | 6              | 118 (Campionato mondiale)                                               |
| Alexander Ursenbacher | 5              | 141 (Campionato mondiale) Qualificazioni                                |
| Mark King             | 5              | 138 (China Championship)                                                |
| Louis Heathcote       | 5              | 135 (German Masters) Qualificazioni                                     |
| Kacper Filipiak       | 5              | 131 (German Masters) Qualificazioni                                     |
| Alan McManus          | 5              | 128 (Riga Masters) Qualificazioni                                       |
| Sunny Akani           | 5              | 120 (China Championship) Qualificazioni                                 |
| Ian Burns             | 5              | 115 (German Masters) Qualificazioni                                     |
| Allan Taylor          | 4              | 145 (Campionato mondiale) Qualificazioni                                |
| Joe O'Connor          | 4              | 143 (Championship League - Evento 2)                                    |
| Jordan Brown          | 4              | 140 (European Masters) Qualificazioni                                   |
| Zhang Anda            | 4              | 140 (German Masters) Qualificazioni                                     |
| Igor Figueiredo       | 4              | 140 (Welsh Open)                                                        |
| Mei Xiwen             | 4              | 136 (World Open) Qualificazioni                                         |
| David Grace           | 4              | 135 (European Masters) Qualificazioni                                   |
| Nigel Bond            | 4              | 132 (German Masters)                                                    |
| Martin O'Donnell      | 4              | 130 (UK Championship)                                                   |
| Chen Zifan            | 4              | 109 (Northern Ireland Open)                                             |
| Hammad Miah           | 4              | 107 (English Open)                                                      |
| Stuart Carrington     | 4              | 106 (Scottish Open)                                                     |
| Lu Ning               | 3              | 140 (UK Championship)                                                   |
| Si Jiahui             | 3              | 140 (Welsh Open)                                                        |
| Oliver Lines          | 3              | 136 (Championship League - Evento 2)                                    |
| Jamie Clarke          | 3              | 136 (Campionato mondiale)                                               |
| Alfie Burden          | 3              | 134 (European Masters) Qualificazioni                                   |
| Xu Si                 | 3              | 130 (German Masters) Qualificazioni                                     |
| Lee Walker            | 3              | 126 (2) (English Open)                                                  |
| Rod Lawler            | 3              | 123 (Gibraltar Open)                                                    |
| Jamie O'Neill         | 3              | 120 (Riga Masters) Qualificazioni                                       |
| Craig Steadman        | 3              | 109 (Campionato mondiale) Qualificazioni                                |
| Wu Yize               | 2              | 134 (Campionato mondiale) Qualificazioni                                |
| Thor Chuan Leong      | 2              | 133 (Shoot-Out)                                                         |
| Ken Doherty           | 2              | 132 (Northern Ireland Open)                                             |
| Riley Parsons         | 2              | 130 (English Open)                                                      |
| Adam Stefanow         | 2              | 124 (Scottish Open)                                                     |
| Kishan Hirani         | 2              | 122 (German Masters) Qualificazioni                                     |
| Bai Langning          | 2              | 118 (International Championship) Qualificazioni                         |
| Barry Pinches         | 2              | 114 (Campionato mondiale) Qualificazioni                                |
| Jackson Page          | 2              | 112 (Riga Masters) Qualificazioni                                       |
| Andrew Higginson      | 2              | 107 (German Masters) Qualificazioni                                     |
| Andy Lee              | 2              | 104 (Welsh Open)                                                        |
| David Lilley          | 2              | 102 (European Masters) Qualificazioni                                   |
| Harvey Chandler       | 2              | 101 (Championship League - Evento 2)                                    |
| Gerard Greene         | 2              | 100 (Welsh Open) - (Campionato mondiale) Qualificazioni                 |
| John Astley           | 1              | 135 (German Masters) Qualificazioni                                     |
| James Cahill          | 1              | 130 (UK Championship)                                                   |
| Ross Bulman           | 1              | 124 (World Open) Qualificazioni                                         |
| Jimmy White           | 1              | 123 (World Open) Qualificazioni                                         |
| Mike Dunn             | 1              | 120 (English Open)                                                      |
| Fraser Patrick        | 1              | 118 (German Masters) Qualificazioni                                     |
| Soheil Vahedi         | 1              | 113 (German Masters) Qualificazioni                                     |
| Brian Cini            | 1              | 112 (World Cup)                                                         |
| Qingtian Yang         | 1              | 112 (Riga Masters) Qualificazioni                                       |
| Billy Joe Castle      | 1              | 109 (Northern Ireland Open)                                             |
| Eden Sharav           | 1              | 108 (International Championship) Qualificazioni                         |
| Lukas Kleckers        | 1              | 108 (European Masters) Qualificazioni                                   |
| Brandon Sargeant      | 1              | 107 (International Championship) Qualificazioni                         |
| Ka Wai Cheung         | 1              | 104 (World Cup)                                                         |
| Andy Hicks            | 1              | 104 (China Championship) Qualificazioni                                 |
| Zhang Jiankang        | 1              | 102 (UK Championship)                                                   |
| Aaron Hill            | 1              | 101 (Campionato mondiale) Qualificazioni                                |
| Lei Peifan            | 1              | 100 (Northern Ireland Open)                                             |

### Pro-am
| Giocatore             | Century Breaks | Miglior Break     |
| --------------------- | -------------- | ----------------- |
| Mark Joyce            | 5              | 147 (Vienna Open) |
| Mark Allen            | 3              | 132 (Pink Ribbon) |
| Mark King             | 2              | 132 (Vienna Open) |
| Stuart Bingham        | 2              | 132 (Pink Ribbon) |
| Tom Ford              | 2              | 116 (Vienna Open) |
| Dylan Emery           | 2              | 105 (Pink Ribbon) |
| Robert Milkins        | 1              | 131 (Pink Ribbon) |
| Chris Wakelin         | 1              | 129 (Pink Ribbon) |
| Ricky Walden          | 1              | 123 (Pink Ribbon) |
| Billy Joe Castle      | 1              | 121 (Pink Ribbon) |
| Anthony Jeffers       | 1              | 117 (Pink Ribbon) |
| Tyler Rees            | 1              | 110 (Pink Ribbon) |
| Dominic Dale          | 1              | 110 (Pink Ribbon) |
| Alexander Ursenbacher | 1              | 107 (Vienna Open) |
| Craig Steadman        | 1              | 105 (Vienna Open) |
| Hamim Hussain         | 1              | 104 (Pink Ribbon) |
| Zak Surety            | 1              | 100 (Pink Ribbon) |

### Challenge Tour
| Giocatore              | Century Breaks | Miglior Break                 |
| ---------------------- | -------------- | ----------------------------- |
| Ashley Hugill          | 6              | 147 (Challenge Tour 3)        |
| Ben Mertens            | 3              | 131 (Challenge Tour 9)        |
| Peter Devlin           | 3              | 127 (Challenge Tour 7)        |
| Zak Surety             | 3              | 119 (Challenge Tour 1)        |
| Lukas Kleckers         | 3              | 117 (Challenge Tour 5)        |
| Paul Davison           | 2              | 144 (Challenge Tour 4)        |
| Sanderson Lam          | 2              | 134 (Challenge Tour 4)        |
| Matthew Glasby         | 2              | 134 (Challenge Tour 10)       |
| Adam Duffy             | 2              | 113 (Challenge Tour 2)        |
| Ben Hancorn            | 2              | 113 (Challenge Tour 5)        |
| Steven Hallworth       | 2              | 113 (Challenge Tour 10)       |
| George Pragnall        | 2              | 103 (Challenge Tour 8)        |
| Cristopher Keogan      | 1              | 139 (Challenge Tour 4)        |
| Andreas Ploner         | 1              | 136 (Challenge Tour 2)        |
| Callum Lloyd           | 1              | 132 (Challenge Tour 5)        |
| Allan Taylor           | 1              | 130 (Challenge Tour Play-off) |
| Keishin Kamihashi      | 1              | 124 (Challenge Tour 9)        |
| Ross Muir              | 1              | 123 (Challenge Tour 7)        |
| Andrew Pagett          | 1              | 122 (Challenge Tour 7)        |
| Ian Preece             | 1              | 121 (Challenge Tour 4)        |
| Amir Sarkhosh          | 1              | 117 (Challenge Tour 2)        |
| Jack Bradford          | 1              | 116 (Challenge Tour 2)        |
| Dean Young             | 1              | 115 (Challenge Tour 3)        |
| Manasawin Phetmalaikul | 1              | 114 (Challenge Tour 1)        |
| Joshua Cooper          | 1              | 113 (Challenge Tour 4)        |
| Dylan Emery            | 1              | 111 (Challenge Tour 10)       |
| Simon Bedford          | 1              | 108 (Challenge Tour 5)        |
| Daniel Womersley       | 1              | 107 (Challenge Tour 5)        |
| Leo Fernandez          | 1              | 107 (Challenge Tour 9)        |
| Sydney Wilson          | 1              | 105 (Challenge Tour 10)       |
| Dave Finbow            | 1              | 102 (Challenge Tour 1)        |
| Jake Nicholson         | 1              | 101 (Challenge Tour 2)        |
| Aaron Hill             | 1              | 100 (Challenge Tour 4)        |

### World Seniors Tour
| Giocatore      | Century Breaks | Miglior Break                    |
| -------------- | -------------- | -------------------------------- |
| Michael Judge  | 2              | 114 (UK Seniors Championship)    |
| James Wattana  | 1              | 113 (World Seniors Championship) |
| Jimmy White    | 1              | 101 (UK Seniors Championship)    |
| Rodney Goggins | 1              | 100 (UK Seniors Championship)    |

## Maximum break

### Main Tour
| N° | Giocatore      | Competizione                              | Avversario     | Data             |
| -- | -------------- | ----------------------------------------- | -------------- | ---------------- |
| 1  | Tom Ford       | International Championship Qualificazioni | Fraser Patrick | 17 giugno 2019   |
| 2  | Tom Ford       | English Open                              | Shaun Murphy   | 17 ottobre 2019  |
| 3  | Stuart Bingham | Northern Ireland Open                     | Lu Ning        | 12 novembre 2019 |
| 4  | Barry Hawkins  | UK Championship                           | Gerard Greene  | 27 novembre 2019 |
| 5  | Kyren Wilson   | Welsh Open                                | Jackson Page   | 11 febbraio 2020 |
| 6  | John Higgins   | Campionato mondiale                       | Kurt Maflin    | 6 agosto 2020    |

### Pro-am
| N° | Giocatore  | Competizione | Avversario     | Data           |
| -- | ---------- | ------------ | -------------- | -------------- |
| 1  | Mark Joyce | Vienna Open  | Lee Richardson | 11 maggio 2019 |

### Challenge Tour
| N° | Giocatore     | Competizione     | Avversario  | Data           |
| -- | ------------- | ---------------- | ----------- | -------------- |
| 1  | Ashley Hugill | Challenge Tour 3 | Felix Frede | 5 ottobre 2019 |